# Filadelfo Fichera
Filadelfo Fichera (Catania, 4 aprile 1850 – Catania, 9 gennaio 1909) è stato un ingegnere e architetto italiano.

## Biografia

La progressione dei diametri delle condotture (1891)

Figlio di Gaetano e Angela Russo, allievo di Carmelo Sciuto Patti, si laureò nel 1874 in ingegneria civile e architettura presso Napoli. Fu una delle personalità di spicco della vita culturale e artistica della Catania liberale e tra i massimi esperti di ingegneria sanitaria urbana, materia di cui fu pioniere in Italia. Professore di disegno presso la Scuola di Belle Arti di Catania, si dedicò, altresì, allo studio della storia patria, all'archeologia e all'esercizio della libera professione. Ricoprì l'incarico di vicedirettore e direttore dell'Ufficio Tecnico del Comune di Catania e della provincia di Catania. Era padre dell'architetto Francesco Fichera.
Si occupò del piano di risanamento igienico della città di Catania colpita dal colera nel 1866, introducendo, peraltro, la teoria della cosiddetta densificazione della popolazione. Diede importanti contributi alla materia dell'ingegneria igienica e sanitaria dell'epoca.
Nel 1877 gli venne affidato il progetto di realizzazione del Giardino Bellini di Catania, in particolare attraverso un'opera di unificazione dei nuovi fondi acquisiti con il nucleo settecentesco del giardino. Il Fichera si curò di rendere più funzionale ed agevole la fruizione dell'area attraverso la risoluzione dei delicati aspetti tecnici dovuti alla morfologia del terreno, mettendo rispettosamente in comunicazione il giardino-labirinto voluto dal Biscari, con i terreni di San Salvatore. Per tale via il Fichera riuscì ad ovviare alle dette difficoltà attraverso un elegante impiego di scalinate, ponticelli e viali, conferendo al Giardino Bellini l'impostazione attuale.
Nel 1879 al Fichera, in qualità di direttore dell'Ufficio tecnico del Comune di Catania, venne affidato il progetto di realizzazione del Cimitero della città etnea, peraltro già in fase di costruzione sulla base di precedenti progetti. Il lavoro del Fichera si caratterizza per la scelta, dettata da esigenze tecniche, di una impostazione dell'area “a giardino”, fruibile attraverso l'utilizzo di viali. Lungo gli stessi, nelle posizioni più privilegiate, sono progressivamente sorte diverse cappelle gentilizie, spesso significative sul piano artistico-monumentale.
Nel 1904, durante l'amministrazione De Felice, si iniziò la campagna di scavi archeologici per riportare alla luce l'anfiteatro romano del II secolo in piazza Stesicoro a Catania. Purtroppo, durante i lavori di scavo un operaio perse la vita in seguito ad un incidente. Il tragico evento ebbe conseguenze anche sulla vita del Fichera. Questi, infatti, in qualità di direttore dei lavori, venne arrestato e processato. Il processo si concluse con l'assoluzione dell'ingegnere. Secondo taluni, l'incidente fu strumentalizzato per colpire il Fichera che, a causa della rettitudine con la quale aveva ricoperto l'incarico di direttore dell'Ufficio tecnico, si era procurato diverse inimicizie. La vicenda segnò profondamente il Fichera, cagionando allo stesso un travaglio che lo condusse alla prematura scomparsa nel 1909.
Ultima sua opera fu la villa del duca Trigona di Misterbianco (1909),  ubicata in Viale Regina Margherita – Piazza Roma a Catania. L'Ospizio per ciechi “Ardizzone Gioeni”, invece, in un rivisitato stile siculo-normanno, fu completato dal figlio Francesco nel 1911 ed inaugurato dai Reali d'Italia.

## Opere principali
- Sistemazione Giardino Bellini di Catania, 1877.
- Arena Pacini, Catania, 1877, interamente in legno con tre ordini di palchi. Distrutta.
- Cimitero di Catania.
- Chiesa San Giuseppe, Zafferana Etnea Fraz. di Pisano, 1902. Ricostruzione post-terremoto.
- Palazzo Municipale di Melilli, Piazza Filippo Crescimanno. Modifiche al progetto dell'Ing. Luigi Spagna di Siracusa e dell'Ing. Ernesto Vergara.
- Villa del duca Trigona di Misterbianco[1] (1909),  ubicata in Viale Regina Margherita – Piazza Roma a Catania.
- Ospizio per ciechi "Ardizzone-Gioieni",(1911), Via Etnea, Catania. Postumo.

## I suoi scritti
- Risanamento delle città: principi tecnici di ingegneria sanitaria urbana.
- Il Nuovo Goniometro  per gl'ingegnieri, 1867.
- Salubrità, igiene e fognatura della città di Catania: studi e proposte, 1879.
- Sul movimento dei forestieri in Catania.
- Risanamento delle città, con applicazione a Catania, principii tecnici d'ingegneria sanitaria urbana, 2ª ed., 1886.
- Progetti di massima pel risanamento di Catania: relazioni, 1887.
- Sistemazione sanitaria della città di Ragusa: relazioni ai progetti definitivi, 1889.
- Il risanamento delle campagne italiane rispetto alla malaria, all'agricoltura, alla colonizzazione: Libri sette d'ingegneria sanitaria e d'idraulica agricola, vol. 1, 1897.
- Malaria: danni e rimedi, fattori, risanamento, igiene, Libro 1:
  - Libro 2. Profilassi: inondazioni, argini, corrosioni; operai, cantieri, cave di prestito;
  - Libro 3. Bonifiche: canali, drenaggio, esaurimento.
- La progressione dei diametri delle condotture invece della ventilazione in corona dei sifoni, Roma, Tipografia delle Mantellate, 1891.
- Carmelo Sciuto-Patti, in «Bollettino dell’Accademia gioenia di scienze naturali in Catania», vol. 52, 1898.